# Unadilla (Geórgia)
Unadilla é uma cidade localizada no estado americano de Geórgia, no Condado de Dooly.

## Demografia
Segundo o censo americano de 2000, a sua população era de 2772 habitantes.
Em 2006, foi estimada uma população de 2919, um aumento de 147 (5.3%).

## Geografia
De acordo com o United States Census Bureau tem uma área de 13,5 km², dos quais 13,5 km² cobertos por terra e 0,0 km² cobertos por água. Unadilla localiza-se a aproximadamente 118 m acima do nível do mar.

## Localidades na vizinhança
O diagrama seguinte representa as localidades num raio de 24 km ao redor de Unadilla.